# Ілектра Псуні
Ілектра Псуні (12 вересня 1985) — грецька ватерполістка.
Чемпіонка світу з водних видів спорту 2011 року.